# 黑股隸獵蝽
黑股隸獵蝽（学名：Lestomerus affinis）为獵蝽科隸獵蝽屬下的一个种。